# Margarita Nolasco Armas
María Margarita Nolasco Armas (20 de noviembre de 1932, Orizaba, Veracruz - 23 de septiembre de 2008, Ciudad de México) fue una etnóloga mexicana considerada como una de las pioneras en el estudio de la antropología de México. Se le reconoció de manera póstuma con el Premio Nacional de Ciencias y Artes en la categoría de «Historia, Ciencias Sociales y Filosofía».

## Biografía

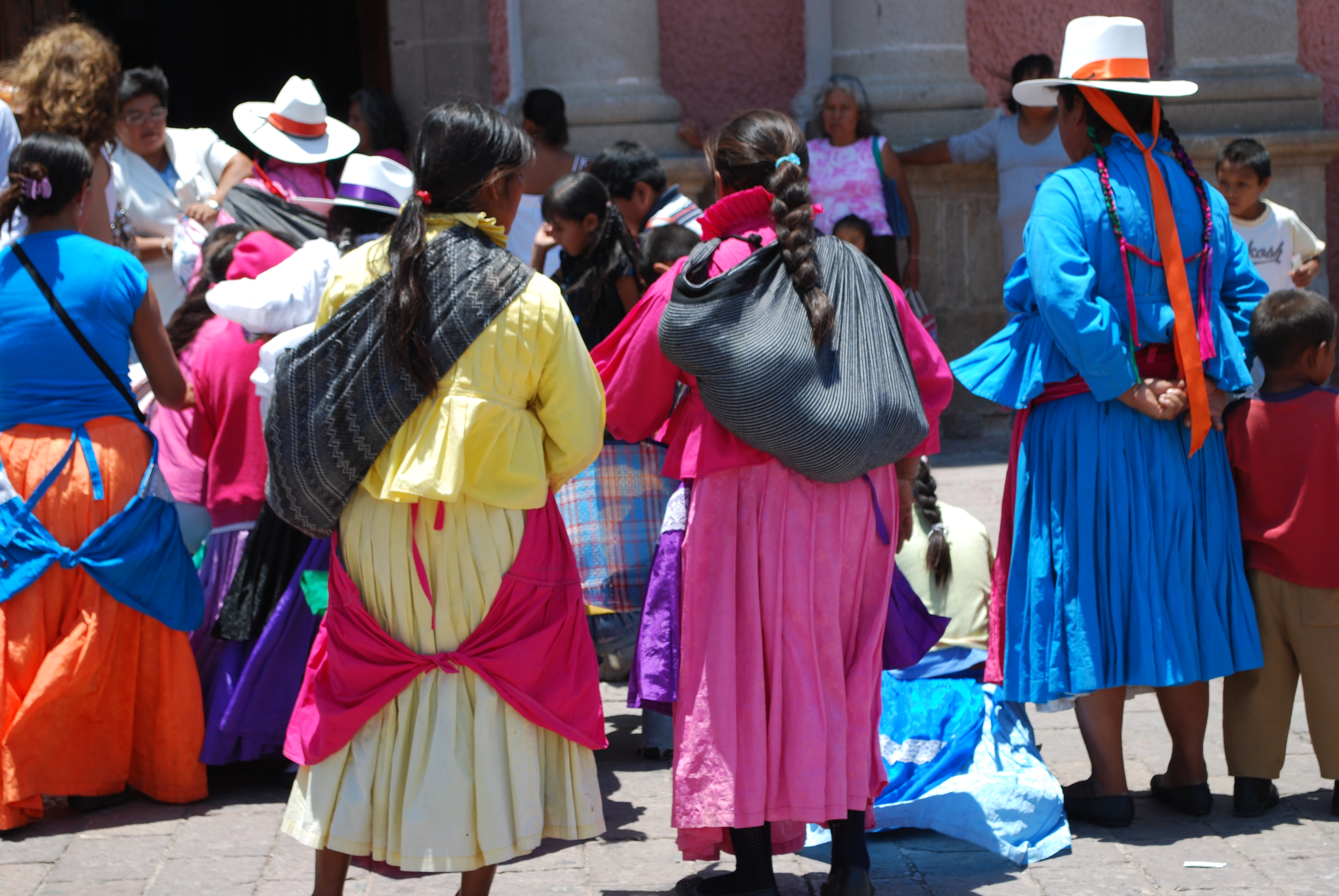
Las áreas de investigación de Nolasco Armas fueron amplias, pero destacó el tema de la población indígena de México, al cual le dedicó numerosos artículos y estudios. En la imagen, un grupo de mujeres otomíes. Coordinó el Atlas etnográfico de Chiapas.

Margarita Nolasco Armas nació el 20 de noviembre de 1932 en Orizaba, Veracruz, hija del veracruzano Ricardo Nolasco Aguilar y de Margarita Armas Fernández, nativa de Canarias. Su abuelo paterno, Ilario, era un anarcosindicalista español que llegó a México para trabajar en una hacienda de tabaco. Poco después se establecieron en Orizaba, donde procrearon a seis hijos (entre ellos Margarita; uno de ellos murió a los meses de nacido). Si bien al principio ella quería estudiar medicina al igual que su esposo (con el cual se casó a los 19 años de edad), al final optó por cursar sus estudios de etnología en 1957 en la Escuela Nacional de Antropología e Historia (ENAH) (durante este período trabajó en el catálogo de colecciones museográficas) y más tarde el doctorado en la Universidad Nacional Autónoma de México (UNAM). Posteriormente, obtuvo su posgrado en etnobotánica.
Tiempo después, se dedicó a la enseñanza en la ENAH, en la Universidad Iberoamericana y en la UNAM. 
En 2000, se la galardonó con la medalla Ignacio Manuel Altamirano por parte de la Secretaría de Educación Pública (SEP), mientras que la Sociedad Mexicana de Geografía y Estadística la nombró socia honoraria de la institución. Ese mismo año se convirtió en investigadora emérita de la UNAM.
Nolasco Armas fue miembro del Sistema Nacional de Investigadores, de la Sociedad Mexicana de Antropología y de la Academia Mexicana de Ciencias, además de ser fundadora del Colegio de Etnólogos y Antropólogos Sociales así como del Museo Nacional de Antropología. Asimismo, tuvo a su cargo el Proyecto de Minorías Étnicas en el Mundo llevado a cabo por la ONU en conjunto con El Colegio de México. Varias de sus investigaciones se publicaron en numerosas revistas, donde abordó primordialmente temas como la frontera sur de México, la migración de la población indígena en el país y el período de la conquista espiritual. Uno de sus últimos trabajos consistió en una investigación sobre el movimiento estudiantil de 1968.
Se sabe que colaboró estrechamente con el Ejército Zapatista de Liberación Nacional, además de pertenecer al Partido Comunista Mexicano. Murió en Distrito Federal, México el 23 de septiembre de 2008. Ese año se le galardonó de forma póstuma con el Premio Nacional de Ciencias y Artes en el área de «Historia, Ciencias Sociales y Filosofía». En su 70 aniversario, la ENAH llevó a cabo un homenaje póstumo a la etnóloga donde anunció la creación de un programa de estudios para continuar con las investigaciones realizadas por Nolasco Armas en vida. En octubre de 2008, el Museo Regional de Querétaro realizó un altar de muertos en honor de Nolasco Armas. Cabe señalarse que en ese estado la investigadora ayudó en la publicación de un Atlas etnográfico que aborda las costumbres y forma de vida del pueblo otomí.